# Anyone
 (avril 2021).
La mise en forme du texte ne suit pas les recommandations de Wikipédia : il faut le « wikifier ».
Les points d'amélioration suivants sont les cas les plus fréquents. Le détail des points à revoir est peut-être précisé sur la page de discussion.
- Les titres sont pré-formatés par le logiciel. Ils ne sont ni en capitales, ni en gras.
- Le texte ne doit pas être écrit en capitales (les noms de famille non plus), ni en gras, ni en italique, ni en « petit »…
- Le gras n'est utilisé que pour surligner le titre de l'article dans l'introduction, une seule fois.
- L'italique est rarement utilisé : mots en langue étrangère, titres d'œuvres, noms de bateaux, etc.
- Les citations ne sont pas en italique mais en corps de texte normal. Elles sont entourées par des guillemets français : « et ».
- Les listes à puces sont à éviter, des paragraphes rédigés étant largement préférés. Les tableaux sont à réserver à la présentation de données structurées (résultats, etc.).
- Les appels de note de bas de page (petits chiffres en exposant, introduits par l'outil «  Source ») sont à placer entre la fin de phrase et le point final[comme ça].
- Les liens internes (vers d'autres articles de Wikipédia) sont à choisir avec parcimonie. Créez des liens vers des articles approfondissant le sujet. Les termes génériques sans rapport avec le sujet sont à éviter, ainsi que les répétitions de liens vers un même terme.
- Les liens externes sont à placer uniquement dans une section « Liens externes », à la fin de l'article. Ces liens sont à choisir avec parcimonie suivant les règles définies. Si un lien sert de source à l'article, son insertion dans le texte est à faire par les notes de bas de page.
- La présentation des références doit suivre les conventions bibliographiques. Il est recommandé d'utiliser les modèles {{Ouvrage}}, {{Chapitre}}, {{Article}}, {{Lien web}} et/ou {{Bibliographie}}. Le mode d'édition visuel peut mettre en forme automatiquement les références.
- Insérer une infobox (cadre d'informations à droite) n'est pas obligatoire pour parachever la mise en page.

Pour une aide détaillée, merci de consulter Aide:Wikification.
Si vous pensez que ces points ont été résolus, vous pouvez retirer ce bandeau et améliorer la mise en forme d'un autre article.
Singles de Demi Lovato
Sober
(2018) I Love Me (en)
(2020)
Anyone est le premier single du septième album de la chanteuse américaine Demi Lovato. Elle a chanté Anyone à la 62e cérémonie des Grammys Awards le 26 janvier 2020, sa première performance depuis son overdose de 2018. Le même jour, le single était disponible en streaming. La chanson a été enregistrée quatre jours avant son overdose. Les compositeurs sont Demi Lovato, Bibi Bourelly, Eyelar Mirzazadeh, Jay Mooncie, Sam Roman et le producteur est Dayyon Alexander.
Anyone a débuté à la trente-quatrième place au Billboard Hot 100 et a été classé premier au classement digital. Il est entré aussi dans top 20 en Ecosse et dans top 40 en Hongrie. Le 6 février 2020, "Anyone Live from the 62nd Annual Grammy Awards" est sorti sur ITunes et toutes les plateformes de streaming.

## Promotion
Le 26 janvier 2020, Demi se produit à la 62e cérémonie des Grammys Awards. Il s'agit de sa première performance depuis son overdose, elle y a aussi dévoilé le lyrics vidéo sur sa chaine Youtube. Le 6 février, elle dévoile le live lors des Grammy Awards.

## Performance Commercial
Anyone a débuté 34e au Billboard Hot 100, top 20 en Ecosse, top 40 en Hongrie et 1er au classement digital. Il s'est  placé à la 71e place en Irlande, 6e en Nouvelle-Zélande et 2e en Australie dans le classement digital.

## Classement
| Chart (2020)                    | Meilleur classement |
| Australia Digital Tracks (ARIA) | 23                  |
| Belgium (Ultratip Flanders)     | 33                  |
| Canada (Canadian Hot 100)       | 64                  |
| Hungary (Single Top 40)         | 23                  |
| Ireland (IRMA)                  | 71                  |
| Netherlands (Single Tip)        | 27                  |
| New Zealand Hot Singles (RMNZ)  | 6                   |
| Portugal (AFP)                  | 144                 |
| Scotland (OCC)                  | 14                  |
| UK Download (OCC)               | 20                  |
| US Billboard Hot 100            | 34                  |
| US Rolling Stone Top 100        | 23                  |

## Sortie
| Region    | Date            | Format                         | Version  | Label                            |
| --------- | --------------- | ------------------------------ | -------- | -------------------------------- |
| Divers    | 26 janvier 2020 | - Digital download - streaming | Original | - Island                         |
| Australie | 29 janvier 2020 | Contemporary hit radio         | Original | - Island - Universal             |
| Divers    | 6 fevrier 2020  | - Digital download - streaming | Live     | - The Recording Academy - Island |